# Сюзанна Йорк
Сюзанна Йоланда Флетчер (англ. Susannah Yolande Fletcher), відома як Сюзанна Йорк (англ. Susannah York; 9 січня 1939, Челсі, Лондон — 15 січня 2011, там же) — англійська акторка театру, кіно та телебачення, письменниця.

## Життєпис
Сюзанна Йорк народилася в 1939 році, в Челсі, історичному районі на південному заході Лондона, молодшою дочкою Симона Вільяма Флетчера (1910—2002), банкіра і сталевого магната, та його першої дружини, Джоан Мері Баврінг (одружилися в 1935 році та розлучилися в 1943). На початку 1943 року її мати одружилася з шотландським бізнесменом Адамом М. Гамільтоном і переїхала з нею до Шотландії. В 11 років Сюзанна пішла до середньої школи (Marr College) у місті Труні, (Південний Ершир). Пізніше вона стала жителькою заміського будинку — пансіону (Wispers School) у Західному Сассексі. У 13-річному віці її вигнали з пансіону, коли опівночі застукали в шкільному басейні, де вона плавала оголеною, і вона переїхала до Східного Гаддона (East Haddon) у Нортгемптонширі.
У 9 років, окрилена своєю роллю зведеної сестри Попелюшки у шкільній виставі, Флетчер вперше вирішила звернутися до коледжу драматичного мистецтва у Глазго. Однак, коли її батьки розлучилися і вона з матір'ю переїхала до Лондона, Сюзанна навчалася у Королівській академії драматичного мистецтва, де виграла премію Ронсона як найперспективніша студентка.

## Кар'єра
У 1959 році Сюзанна Йорк взяла участь у в телепостановці «The Crucible» з Шоном Коннері, що сприяло її кар'єрному росту, і у 1960-му вона дебютувала у фільмі «Мелодії Слави», де виконала роль другого плану з Алеком Гінесом і Джоном Мілсом. 1961 року вона виконала головну роль у фільмі «Сливове літо» (The Greengage Summer), в якому знялися також Кеннет Мор і Даніель Дар'є.
У 1960-х роках Йорк успішно грала у фільмах різних жанрів. У парі з Альбертом Фінні в 1963 році втілила Софі у фільмі «Том Джонс», який здобув премію «Оскар» за найкращий фільм.
У 1970 році номінована на премію «Оскар» за найкращу жіночу роль другого плану в фільмі Сідні Поллака 1969 року «Загнаних коней пристрілюють, чи не так?». А в 1972 році на Канському кінофестивалі здобула приз за головну жіночу роль у фільмі Роберта Альтмана 1972 року  «Образи». 
Померла 15 січня 2011 року, у віці 72 років від злоякісного ураження кісткового мозку — мієломної хвороби (множинної мієломи).

## Фільмографія
- 1960 «Жив-був шахрай» (англ. There Was a Crooked Man) — Еллен
- 1963 «Том Джонс» (англ. Tom Jones) — Софі Вестерн
- 1966 «Людина на всі часи» (англ. A Man for All Seasons) — Маргарет Мор
- 1969 «Загнаних коней пристрілюють, чи не так?» (англ. They Shoot Horses, Don`t They?) — Еліс
- 1969 «Битва за Британію» (англ. Battle of Britain) — Меггі Гарві
- 1970 «Братська любов» (англ. Country Dance) — Гіларі Дав
- 1970 «Джейн Ейр» (англ. Jane Eyre) — Джейн Ейр
- 1980 «Пропадаючи від любові» (англ. Falling in Love Again) — Сю Люїс
- 1984 «Різдвяна історія» (англ. A Christmas Carol) — пані Кретчіт
- 2008 «Франклін» (англ. Franklyn) — Маргарет